# Дендритная ликвация
Дендритная ликвация — неоднородность химического состава дендритных кристаллитов, которая возникает вследствие дендритной кристаллизации сплавов. 
Сплавы (за исключением эвтектических) в отличие от чистых металлов кристаллизуются не от конкретной температуры, а в интервале температур. Поскольку примеси и легирующие элементы преимущественно снижают температуру кристаллизации, то дендритные оси, образованием которых при более высоких температурах начинается кристаллизация, кристаллизуются с чистого металла. С понижением температуры кристаллизации атомы примесей и легирующих элементов вытесняются осями в межосевые промежутки, где при более низких температурах завершается кристаллизация.
Чем шире температурный интервал кристаллизации, тем больше склонность сплава к дендритной ликвации. Ликвация является нежелательным явлением, поскольку создает неоднородность свойств изделий. В частности, дендритная ликвация вызывает охрупчивание слитков, крупных отливок вследствие скопления вредных примесей в межосевых промежутках, на границах дендритных кристаллитов. Дендритную ликвацию можно уменьшить или устранить, проводя гомогенизирующий отжиг изделий.
Для измельчения дендритной структуры сталей и сплавов проводится воздействие на пограничной слой кристалл—жидкость. Воздействие достигается использованием ультразвуковых колебаний на жидкий металл, использованием разнообразных по составу модификаторов, специальных инокуляторов, воздествием магнитных и электрических полей.